# ハンバーグカレー

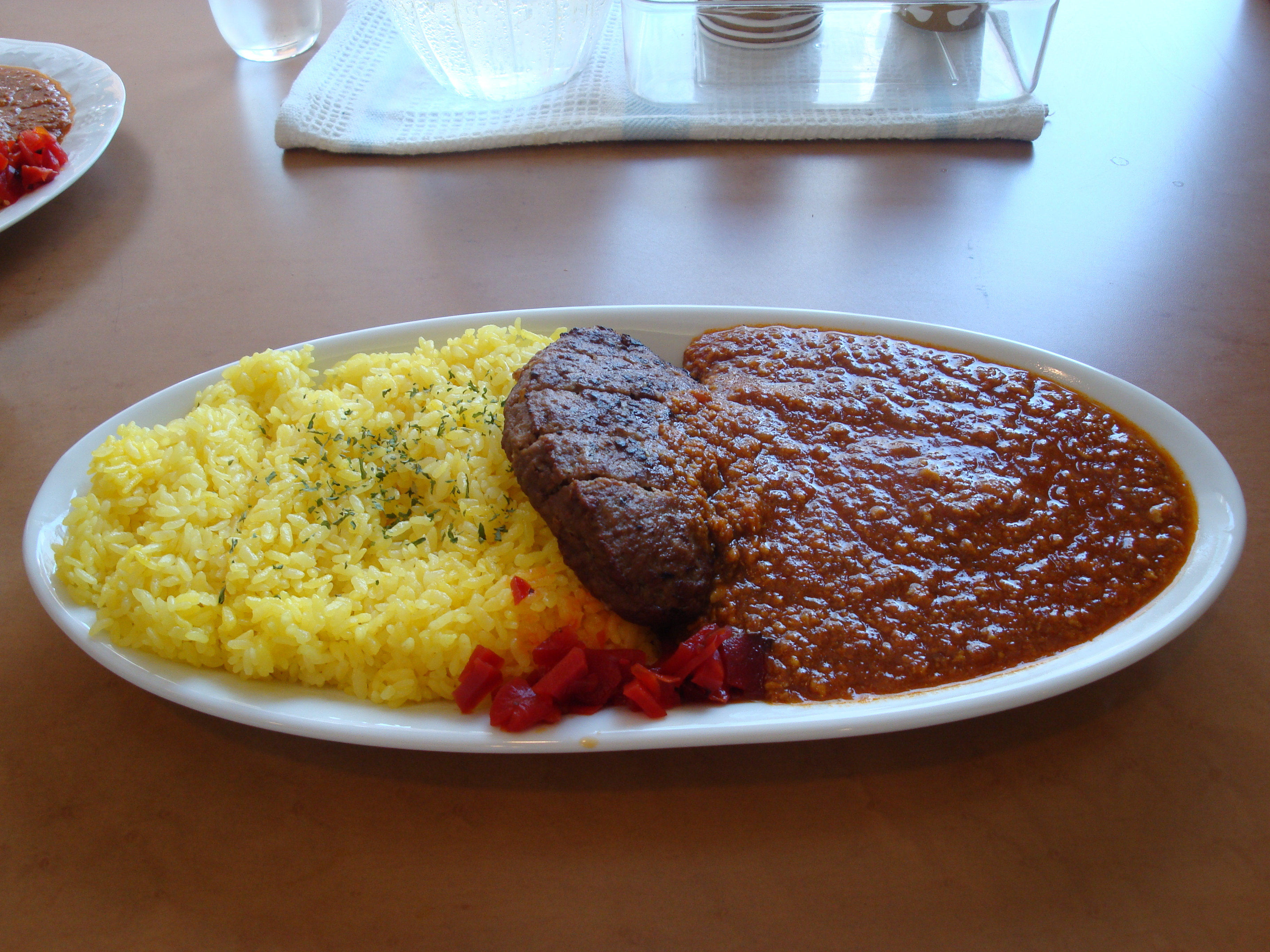
ハンバーグカレーの例

ハンバーグカレーとは、ハンバーグが乗っている（トッピングになっている）カレーライスの通称。
カツカレーとともに、日本では多くの外食店で供される人気メニューの1つである。
調理例として焼いたハンバーグをカレーの上に乗せたもの、カレーソースで煮込んだハンバーグをソースとともに皿に盛るものなどが挙げられる。ハンバーグ自体にもドミグラスソースの風味を効かせたり、またとろけるタイプのチーズを乗せる、目玉焼きを乗せてボリュームを増すなど楽しみ方はバラエティを極める。